# Werner Dornisch
Werner Dornisch (* 12. August 1942) ist ein ehemaliger deutscher Industriemanager und seit 2008 Präsident der Deutschen Gesellschaft für Wehrtechnik.

## Ausbildung und Beruf
Nach seinem Schulabschluss im Jahr 1962 durchlief Dornisch eine Bundeswehrlaufbahn und war anschließend von 1975 bis 1979 als Generalstabsoffizier im NATO-Hauptquartier beschäftigt. Von 1979 bis zu seiner Pensionierung im Jahr 2007 war Dornisch für die Rüstungsindustrie tätig, u. a. für die Firmen Messerschmitt-Bölkow-Blohm, Daimler Aerospace AG und die Diehl Stiftung (Vorstandsmitglied 1999–2007) und dort zuständig für den Zentralbereich Außenbeziehungen. Weiterhin war er Mentor an der Bayerischen Elite-Akademie in München. Seit seiner Pensionierung am 1. Juli 2007 ist er u. a. als selbständiger Unternehmensberater und Berater für sicherheitspolitische Fragen tätig.
Dornisch ist seit April 2008 Präsident der Deutschen Gesellschaft für Wehrtechnik. Des Weiteren ist er Vizepräsident der Deutschen Atlantischen Gesellschaft und Mitglied des Kuratoriums der Gesellschaft für Wehr- und Sicherheitspolitik.

## Weitere Mitgliedschaften
Dornisch ist Mitglied der CSU im Ortsverband Feldkirchen-Westerham.